# Ruigahuizen
Ruigahuizen (en frison : Rûgehuzen) est un village de la commune néerlandaise de De Fryske Marren, situé dans la province de Frise.

## Géographie
Ruigahuizen est situé dans l'ouest de la commune, au sud de Balk.

## Histoire
Ruigahuizen est un village de la commune de Gaasterlân-Sleat avant le 1er janvier 2014, date à laquelle celle-ci fusionne avec Lemsterland et Skarsterlân pour former la nouvelle commune de De Friese Meren, devenue De Fryske Marren en 2015.

## Démographie
Le 1er janvier 2018, le village comptait 120 habitants.